# Anarquismo na França
O Anarquismo na França tem suas raízes no século XVIII. Muitos anarquistas, entre estes os Igualitários tomaram parte na Revolução Francesa. O pensador Pierre-Joseph Proudhon, que cresceu durante o período da restauração foi o primeiro a se auto-declarar anarquista. Muitos outros intelectuais, artistas, propagandistas e entusiastas do anarquismo tiveram origem na França. Os anarquistas franceses também tomaram parte em diversos levantes posteriores, entre estes a Comuna de Paris de 1871. Também lutaram na Guerra Civil Espanhola em 1936 como voluntários nas Brigadas Internacionais.

## Comuna de Paris
Em 1870, Mikhail Bakunin liderou uma fracassada insurreição em Lyon nos princípios posteriormente exemplificado pela Comuna de Paris, pedindo uma insurreição geral em resposta ao colapso do governo francês durante a Guerra Franco-Prussiana, procurando transformar um conflito imperialista em revolução social. Em suas Cartas a Um francês sobre a Crise Atual, ele defendeu uma aliança revolucionária da classe operária e do campesinato estabelecendo o que mais tarde se tornaria conhecido como propaganda pelo ato.

## Organizações libertárias
- Federation Anarquista Francesa (FA, 1945)
- Bando Bonnot (ilegalista, 1911)
- CNT-F (sindicalista revolucionário, 1945)
- CNT-AIT (anarcossindicalista, 1945) http://cnt-ait.info
- No Pasaran (SCALP, antifascista,1984)
- Alternative libertaire (1991, membro da Solidariedade Libertária Internacional)
- Organização Comunista Libertária (OCL, 1976)
- União Anarquista (1979)
- CLODO (1980)
- EnDehors